# Thorigny
Thorigny település Franciaországban, Vendée megyében. Lakosainak száma 1255 fő (2022. január 1.). Thorigny Bournezeau, La Chaize-le-Vicomte, Château-Guibert, Fougeré, Les Pineaux és Rives de l’Yon községekkel határos.

## Népesség
A település népessége az elmúlt években az alábbi módon változott:
| Lakosok száma | 1190 | 1229 | 1261 | 1230 | 1231 | 1231 | 1235 | 1253 | 1255 |
|               | 2013 | 2015 | 2016 | 2017 | 2018 | 2019 | 2020 | 2021 | 2022 |